# Sopcheite
La sopcheite è un minerale.